# 酒井憲一
酒井 憲一（さかい けんいち、1928年 - ）は、日本のジャーナリスト、都市学者、詩人。

## 略歴
名古屋大学法学部政治経済学科卒。1953年朝日新聞記者となる。1983年日曜版編集者から朝日学生新聞社に出向。常務取締役・編集主幹。アメニティ・ミーティング・ルーム主宰。成城大学短期大学部非常勤講師（都市論、アメニティ論）、東京大学大学院農学生命科学研究科生物材料物理学研究室研究員。詩誌『風』元同人。

## 著書
- 『アメニティの発見』思考社 1986
- 『花につらなる 日本女子大のうた 酒井憲一詩集』書肆山田 1992
- 『昇華する少女 詩集』近代文芸社 1994
- 『文章の書き方 会得の12ポイント』1997 丸善ライブラリー)
- 『アメニティのうた雑司が谷詩集 雑司が谷詩集』タウン誌「わがまち雑司が谷」 1997
- 『一〇〇億人のアメニティ』1998 ちくま新書
- 『ああメキシコ夜間小学校 おじいちゃん一年生留学』アメニティライフ(健康アメニティ選書 2002
- 『西村幸夫「都市保全計画」&東大研究室ホームページ熟年聴講生日誌 教え子のノートが記した歴史的講義』アメニティライフ 2004
- 『東大アメニティ木材学とウッドヒューマンリレーションズ』アメニティライフ 2008
- 『都市美協会運動と橡内吉胤』東京農業大学出版会 2008
- 『酒井憲一詩集』Uno Music 2014
- 『花につらなる-日本女子大のうた』復刊をねがう有志の会 2014

### 共編著
- 『アメニティの小さな部屋 絵本』前田文章絵,ジョルダン・サンド, ロバート・ハースト訳,原田泰治編 アメニティ・ミーティング・ルーム 1988
- 『芭蕉庵桃青と神田上水』大松騏一共著 近代文芸社 1994
- 『赤ちゃんへの恋文』編著 チクマ秀版社 2002
- 『ケン・けんのキューバに見るアメニティ』高科けんぽう共著 アメニティライフ (健康アメニティたのし選書) 2017